# Adalberto Martínez Flores
Adalberto Martínez Flores (Asunción, 8 luglio 1951) è un cardinale e arcivescovo cattolico paraguaiano, dal 17 febbraio 2022 arcivescovo metropolita di Asunción.

## Biografia
Adalberto Martínez Flores è nato ad Asunción l'8 luglio 1951. È il secondo dei quattro fratelli nati dal matrimonio di Aurelio Martínez Barúa ed Esmeralda Flores Eisenhut.

### Formazione e ministero sacerdotale
Ha compiuto gli studi primari nella scuola "Colonnello Oviedo" fino al quinto grado poi alla scuola "Generale E. Diaz" dal sesto e gli studi secondari alla scuola nazionale di commercio n. 1 ad Asunción. Si è poi iscritto all'Università Nazionale di Asunción dove per tre anni ha studiato economia. Nel 1973 si è recato a Washington dove per due anni ha studiato inglese avanzato e filosofia presso la Facoltà di filosofia dell'Oblate College. Nel 1977 ha conseguito un Bachelor of Arts. In quegli anni ha collaborato regolarmente alla pastorale ispanica a sostegno al Centro cattolico ispanico della zona con il suo direttore di allora, il padre cappuccino Sean Patrick O'Malley.
Nel 1977 si è trasferito in Italia per entrare nella Scuola Internazionale Sacerdotale del Movimento dei focolari a Frascati. In questo istituto per circa due anni e mezzo si è intriso pienamente di spiritualità e fraternità sacerdotale ispirata all'unità. Ha partecipato e organizzato numerosi congressi internazionali di spiritualità per sacerdoti, seminaristi maggiori e minori, religiosi, laici consacrati, giovani e famiglie. Nel 1981 ha conseguito il baccalaureato in sacra teologia presso la Pontificia Università Lateranense. Tra il 1981 e il 1984 ha organizzato numerosi congressi internazionali rivolti ai seminaristi, sia a Roma sia a Buenos Aires.
Il 7 aprile 1985 è stato ordinato diacono per la diocesi di Saint Thomas a Saint Croix da monsignor Sean Patrick O'Malley. Il 24 agosto dello stesso anno è stato ordinato presbitero nella chiesa parrocchiale della Pietà ad Asunción dallo stesso monsignor Sean Patrick O'Malley. Dal 1985 al 1993 ha esercitato il ministero nelle Isole Vergini Americane nella formazione dei seminaristi e degli assistenti dei movimenti apostolici a Saint Croix e poi a Saint Thomas.
Nel 1993 è tornato in patria e si è incardinato nell'arcidiocesi di Asunción. In seguito è stato vicario parrocchiale, parroco, segretario generale del sinodo diocesano e assessore pastorale di Radio Caritas e della pastorale giovanile.

### Ministero episcopale e cardinalato
Il 14 agosto 1997 papa Giovanni Paolo II lo ha nominato vescovo ausiliare di Asunción e titolare di Tatilti. Ha ricevuto l'ordinazione episcopale l'8 novembre successivo dall'arcivescovo metropolita di Asunción Felipe Santiago Benitez Avalos, co-consacranti il vescovo di Fall River Sean Patrick O'Malley e quello di Saint Thomas Elliot Griffin Thomas.
Il 18 maggio 2000 lo stesso papa Giovanni Paolo II lo ha promosso primo vescovo della nuova diocesi di San Lorenzo. Ha preso possesso della diocesi il 9 luglio successivo, il giorno dopo il suo 49º compleanno, alla presenza di altri vescovi del paese e di altre autorità. Come primo ordinario, si è occupato di organizzare la nuova diocesi sia a livello amministrativo che pastorale. Ha esercitato instancabilmente questo ministero per quasi sette anni.
Il 19 febbraio 2007 papa Benedetto XVI lo ha nominato vescovo di San Pedro. Ha preso possesso della diocesi il 14 aprile successivo. In cinque anni di intenso episcopato ha lanciato un nuovo piano pastorale diocesano, riorganizzato e rafforzato le varie aree pastorali, nonché le parrocchie, le vicarie e le cappelle. Allo stesso modo, è stato in grado di svolgere compiti di grande impatto sociale attraverso vari progetti. Ha presieduto e organizzato il Coordinamento multi-settoriale Sanpedrano, un'organizzazione che riunisce tutti i settori del dipartimento di San Pedro per pensare allo sviluppo sostenibile ed equo della regione, ricca di risorse naturali.
Nel settembre del 2008 ha compiuto la visita ad limina.
Il 14 marzo 2012 lo stesso papa Benedetto XVI lo ha nominato ordinario militare per il Paraguay. Lo stesso giorno è stato nominato generale di divisione. Ha preso possesso dell'ordinariato il 6 maggio successivo con una cerimonia nella cattedrale castrense ad Asunción alla presenza degli altri vescovi del paese, del presidente della Repubblica Fernando Lugo e di alte autorità delle Forze armate e della polizia. In seguito è stato eletto presidente dell'Organizzazione Sociale San Roque González de Santa Cruz, che si occupa di aiutare i settori vulnerabili della società, in particolare i malati di rene. Attualmente, i servizi sono gestiti attraverso l'ostello "El Buen Samaritano", che ha le sue strutture presso l'ospedale nazionale Itaugua. L'organizzazione svolge la sua missione grazie all'aiuto di benefattori e volontari.
Nel novembre del 2017 ha compiuto una seconda visita ad limina.
Il 23 giugno 2018 papa Francesco lo ha nominato vescovo di Villarrica del Espíritu Santo. Continua a reggere l'ordinariato militare in Paraguay come amministratore apostolico.
In alla Conferenza episcopale paraguaiana è stato responsabile del coordinamento nazionale del ministero della gioventù dal 1997 al 2007; delegato per la comunicazione, i laici, l'ecumenismo e l'istruzione; segretario generale dal 2005 al 2011 e dal novembre 2011 al 3 novembre 2015 e presidente dal 9 novembre 2018 al 6 novembre 2024.
In seno al Consiglio episcopale latinoamericano è stato responsabile della sezione giovani dal 2003 al 2007 e presidente del dipartimento per la comunicazione e la stampa dal 2011 al 2015.
Il 17 febbraio 2022 papa Francesco lo ha nominato arcivescovo metropolita di Asunción; è succeduto a Edmundo Ponziano Valenzuela Mellid, dimessosi per raggiunti limiti di età. Ha preso possesso dell'arcidiocesi il 6 marzo successivo.
Il 29 maggio 2022, al termine del Regina Caeli, papa Francesco ha annunciato la sua creazione a cardinale; nel concistoro del 27 agosto seguente lo ha creato cardinale presbitero di San Giovanni a Porta Latina. Il 7 dicembre ha preso possesso del titolo cardinalizio.
Il 7 e 8 maggio 2025 ha partecipato come cardinale elettore al conclave che ha portato all'elezione di papa Leone XIV.

## Genealogia episcopale e successione apostolica
La genealogia episcopale è:
- Cardinale Scipione Rebiba
- Cardinale Giulio Antonio Santori
- Cardinale Girolamo Bernerio, O.P.
- Arcivescovo Galeazzo Sanvitale
- Cardinale Ludovico Ludovisi
- Cardinale Luigi Caetani
- Cardinale Ulderico Carpegna
- Cardinale Paluzzo Paluzzi Altieri degli Albertoni
- Papa Benedetto XIII
- Papa Benedetto XIV
- Papa Clemente XIII
- Cardinale Marcantonio Colonna
- Cardinale Giacinto Sigismondo Gerdil, B.
- Cardinale Giulio Maria della Somaglia
- Cardinale Carlo Odescalchi, S.I.
- Cardinale Costantino Patrizi Naro
- Cardinale Lucido Maria Parocchi
- Vescovo Luigi Giuseppe Lasagna, S.D.B.
- Arcivescovo Juan Sinforiano Bogarín
- Arcivescovo Juan José Aníbal Mena Porta
- Arcivescovo Felipe Santiago Benitez Avalos
- Cardinale Adalberto Martínez Flores

La successione apostolica è:
- Vescovo Pierre Laurent Jubinville, C.S.Sp. (2013)
- Vescovo Roberto Carlos Zacarías López (2024)
- Vescovo Miguel Fritz, O.M.I. (2025)